# 迁曹铁路
迁曹铁路为迁安北站至曹妃甸港区的铁路，全长222.7公里，为双线电气化，国铁Ⅰ级，由唐港铁路有限责任公司负责建造以及运营。迁曹铁路于2005年10月21日开工，2006年12月27日竣工通车。 迁曹铁路是铁道部《中长期铁路网规划》中大秦铁路扩能的重要分流通道，也是曹妃甸工业区的重要疏港铁路。

## 与其它铁路的连接
- 迁安北站：大秦铁路
- 菱角山站：滦港铁路